# Diego de Espinosa y Arévalo
Diego de Espinosa y Arévalo (Martín Muñoz de las Posadas, ca.1512 - Madrid, 5 de setembre de 1572) va ser un religiós castellà. Personalitat rellevant a la seva època, va exercir diversos càrrecs d'importància. Va ser afavorit pel rei Felip II de Castella, que el va nomenar regent del Consell de Navarra i, posteriorment, a la cort de Madrid, va esdevenir president del Consell de Castella i Inquisidor General d'Espanya. Va ser destituït i desterrat per la seva implicació aparent en el cas de la mort del príncep Carles i, a més, per l'abús excessiu que va fer de les competències del seu càrrec.

## Biografia
Nascut entre 1512 i 1514 a Martín Muñoz de las Posadas (Segòvia). Va estudiar a la Universitat de Salamanca. Després va esdevenir provisor i vicari a Sigüenza. Als quaranta anys es trasllada a Sevilla, on, entre 1553 i 1556 exerceix com a jutge a l'Audiència, i comença a tenir certa notorietat pública.
Entre 1556 i 1562 es trasllada a Pamplona com a regent del Consell Reial de Navarra, nomenat per Felip II el 29 de febrer de 1556; aquest càrrec era tradicionalment un pas previ per a passar al Consell de les Ordes o al Consell de Castella. De fet, finament, Espinosa es trasllada a Madrid a partir de 1562, i és nomenat conseller de Castella el 3 de maig de 1562 a Alcalá de Henares. Durant aquesta etapa, Felip II l'afavorirà, sobretot durant l'absència reial per llur presència a les corts de Montsó 1563; el consellers del rei, Bernardo de Fresneda i Fernando de Valdés, amb el beneplàcit del monarca, nomenaran a Espinosa subdelegat de la Comissaria General de la Croada i membre del consell de la Inquisició espanyola, respectivament.
El 10 d'agost de 1566 era nomenat president del Consell de Castella. Un mes més tard, va ser nomenat Inquisidor General d'Espanya, segons les butlles lliurades a Roma, el 9 de setembre de 1566, accedint al càrrec pel cessament de Fernando de Valdés, i mor en el càrrec, l'11 de setembre de 1572, data errònia, car Llorente en una altra obra comenta que el dia fou el 5 de setembre. També diu que durant l'exercici del seu càrrec hi ha 4.680 castigats en total, 720 cremats, 360 en estàtua i 3.600 empresonats. El 1567, un any després d'aquests dos nomenaments, Felip II va iniciar els tràmits pel nomenament d'Espinosa com a cardenal, Pedro de Deza, president de la Reial Cancelleria de Granada, proclama la Pragmàtica Sanció de 1567 concebuda per Diego de Espinosa i Felip II de Castella que limitava les llibertats religioses, lingüístiques i culturals de la població morisca i comportà la rebel·lió dels moriscos a les Alpujarras, que Joan d'Habsburg i Blomberg, germà natural del rei, reduirà militarment. El 24 de març de 1568 és nomenat cardenal i la birreta és enviada a Madrid, car Espinosa no podia viatjar a Roma pels seus càrrecs a la cort. Poc després, el 5 de juliol, va ser nomenat bisbe de Sigüenza.
No obstant la importància i rellevància que va arribar a tenir, va caure en desgràcia i fou desterrat, com ho feu el seu predecessor, malgrat ser el favorit del rei Felip II de Castella, després de sis anys d'exercici i d'haver-se involucrat en l'afer de don Carlos, príncep d'Astúries. Es va especular posteriorment sobre un fet fals, que sobre l'hereu s'havia aixecat un procés inquisitorial, però segons Juan Antonio Llorente: «Siento mucho tener que echar abajo el soberbio aparato levantado por algunos historiadores y gran número de romenceros […] jamás ha existido proceso de la Inquisición, ni sentencia pronunciada contra este heredero [...]. Don Carlos fué un monstruo, y su padre un hipócrita friamente bárbaro». Segons aquest autor, el príncep Carles havia organitzat un parricidi que fou descobert; el cas va rebre sentència verbalment en Junta del Consell d'Estat, del qual Espinosa n'era president: Carles va ser condemnat a perdre la vida, si bé va morir, malalt, al llit i sobre aquest punt hi ha hagut moltes especulacions.
No obstant el cas del príncep Carles, Llorente apunta que la causa del desterrament sembla que va ser un excés abusiu d'excomunicacions que van dur a terme altres inquisidors de l'època en contra de magistrats, principalment contra els de Barcelona, tot i que el fet més indignant, tant per al monarca com per al regne que va afectar, va ser l'excomunió col·lectiva que Espinosa va llançar contra els diputats de Corts d'Aragó el 1571. Per calmar els ànims dels aragonesos, Felip va acabar cessant i desterrant el seu favorit.